# Колоденське князівство
Колоденське князівство — удільне васальне князівство 15-16 ст. у Великому князівстві Литовському. Включало землі Південної Волині з центром у місті Колодень (нині село Тернопільської області, Україна). Тут панували Несвицькі, Гольшанські та Острозькі. Іноді невірно називається Колодяженським князівством.

## Історія
Утворилося внаслідок розділу Збаразького князівства між сина Василя Несвицького-Збаразького. Середній син останнього — Семен Несвицький — 1463 року стає першим князем Колоденським. Невдовзі до князівства було долучено значну частину Степанського князівства та Ровенської волості. 1481 року князівство переходить до Анастасії Несвицької, яка була у шлюбі з Семеном Гольшанським, який невдовзі перебрав володарювання князівством на себе. 1505 року після смерті останнього князівством керували його удова Анастасія та її мати Марія Ровенська.
1507 року внаслідок шлюбу Тетяни-Ганни Гольшанської з Костянтином Острозьким останній взяв управління Колоденським князівством на себе. Остаточно князівство перейшло до Острозьких у 1518 році після смерті Марії Ровенської, підтверджено спеціальною королівською грамотою. З цього засу увійшло до складу Острозького князівства йприпинило своє існування.

## Управління
Князі не підлягали місцевій адміністрації (повітовій чи воєводській), лише в деяких питаннях великому князю литовському чи польському королю. Тут безроздільно панувало князівське право (лат. jus ducale), завдяки чому вона фактично перетворилася на державу в державі. Суверенність землеволодіння відносилася до засадничих елементів княжого права. Також правителя Острозького князівства виводили власні збройні загони (почти) під родовим гербом, а корогвами Волинського воєводства.